# ハイライフ

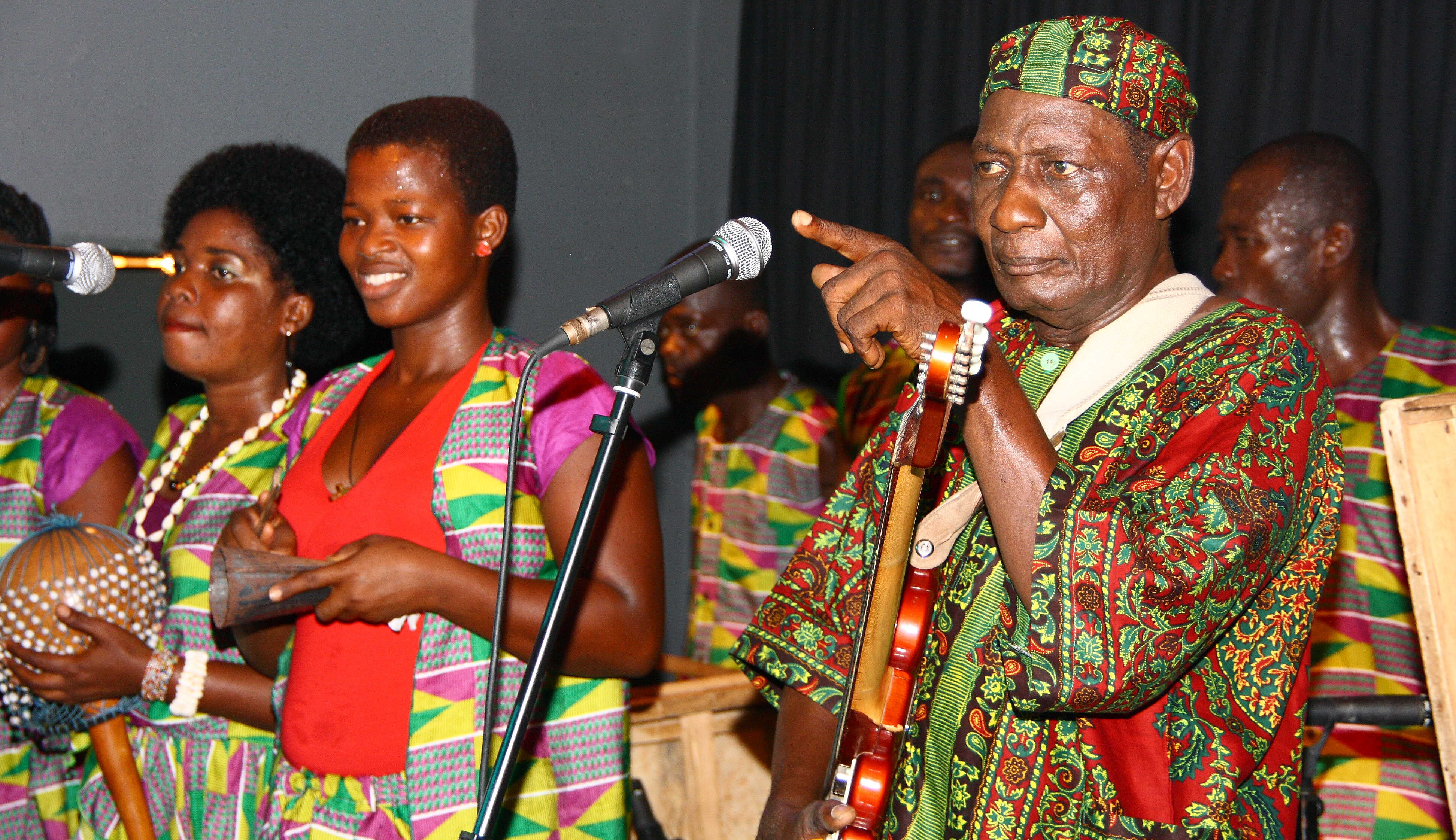
エボ・テイラー

ハイライフ（Highlife）は19世紀からガーナ、シエラレオネ、ナイジェリア、リベリア等西アフリカの英語圏に広まったギター、ジャズ、ブラスバンドなど、ポピュラー音楽の総称。

## 概要
ハイライフは西アフリカの音楽と西欧の音楽が融合して成立した音楽を指した言葉であり、主に次の3つのジャンルの音楽をまとめてハイライフと呼んでいる。
パームワイン・ハイライフ船乗りが椰子酒を飲みながら演奏したとされる、ギターまたはバンジョーの音楽。リベリアで誕生し、海伝いにシエラレオネに渡り19世紀前半にジャンルとして成立した。その後ガーナから中央アフリカにまで影響を与えた。
ハイライフ・ブラスバンド19世紀後半に西インド諸島からガーナに派遣されたイギリス軍のブラスバンドを基礎に、アフリカの音楽要素を取り入れた吹奏楽。
ハイライフ「ハイライフ」の語源ともなった、もっとも狭義のハイライフ。第二次大戦後にガーナやシエラレオネで発展した、黒人の上流階級（ハイライフ）のためのダンスホールなどで演奏されるビッグバンドスタイルの音楽。
1950年代以降はエレキギターが現れ、近年はギター・バンド・スタイルと、ダンス・バンド・スタイルの2系統が主流となっている。また、レゲエやゴスペルなど、様々なスタイルが生まれている。

## 著名なミュージシャン
- en:Dr. Sir Warrior
- en:S. E. Rogie
- en:Koola Lobitos
- en:The African Brothers Band
- en:A.B. Crentsil
- en:George Darko
- en:Charles Amoah
- en:Solomon Ilori
- en:Rex Lawson
- en:Prince Nico Mbarga
- en:E.T. Mensah
- オシビサ
- en:The Sweet Talks
- en:The Tempos
- en:Pat Thomas
- en:Daddy Lumba
- en:Bolga Zohdoomah
- en:Ebo Taylor